# Pavel Alexandrov
Pavel Sergejevič Alexandrov (rusky Павел Сергеевич Александров; 7. května 1896 Noginsk – 16. listopadu 1982 Moskva) byl ruský a sovětský matematik. Přispěl k teorii množin a topologii.
Vystudoval Lomonosovovu univerzitu v Moskvě, byl žákem D. F. Jegorova a N. N. Luzina. V letech 1923–1924 působil na univerzitě v Göttingenu, od roku 1927 znovu na moskevské univerzitě a také v Matematickém ústavu V. A. Steklova. Byl blízkým přítelem Andreje Nikolajeviče Kolmogorova. Podle některých historiků měli homosexuální vztah. Alexandrov rozdmýchal v roce 1936 denunciační kampaň proti svému učiteli Luzinovi (tzv. Luzinova aféra). K jeho vlastním žákům patřili Alexandr Gennaďjevič Kuroš, Lev Semjonovič Pontrjagin či Andrej Nikolajevič Tichonov.